# Messias
 For alternative betydninger, se Messias (flertydig). (Se også artikler, som begynder med Messias)
Messias (hebraisk מָשִׁיחַ, Mashiach, og arabisk المسيح, Al-Masiḥ), er i de abrahamitiske religioner (jødedom, kristendom og islam) – en betegnelse for  en religiøs frelser. Ordet betyder på hebraisk "den salvede". "Kristus" er den kristne betegnelse for Messias.
På hebraisk omtales Messias ofte som melekh mashiach (מלך משיח) der bogstaveligt betyder "den salvede konge". Den græske oversættelse af Det Gamle Testamente (Septuaginta) gengiver alle 39 forekomster af det hebraiske mašhíacḥ som Khristós (Χριστός). Det Nye Testamente gengives den græske translitteration af "Messias" (Μεσσίας) to gange i Johannesevangeliet.  

## Jødedommen
Begrebet "Den salvede" bruges i Den Jødiske Bibel (Det Gamle Testamente) i første omgang om personer, der er indviet til et vigtigt embede i Israel, særligt konger, men også profeter og præster. Personen bliver ved indvielsesritualet salvet med en særlig hellig olie, som man forestillede sig gav alt, hvad den kom i berøring med, del i helligkraften, Guds ånd. Den, der salver, er Gud (Jahve), repræsenteret af en profet eller en præst. Således salvede profeten Samuel Saul til at være konge over Guds udvalgte folk Israel (det jødiske folk): "Da tog Samuel oliekrukken og hældte olien ud over hans hoved, kyssede ham og sagde: 'Nu salver Herren dig til fyrste over sin ejendom.' " (1 Sam 10, 1). Betegnelsen Mashiach ("Den salvede") refererede således til en person, der var bemyndiget til at lede Israel i overensstemmelse med Guds vilje. 
Med tiden udviklede "Messias" sig til at blive en betegnelse for den retmæssige hersker over jøderne. Der udviklede sig en forestilling om en særlig fremtidig skikkelse af Kong Davids slægt - Messias - som tænktes at være udvalgt af Gud til at genoprette og regere over Israels rige og skabe fred i verden. Han skulle oprette et herlighedsrige for Israel som en salvet, retmæssig konge. Han skulle befri jøderne fra fremmed styre, besejre hedningefolkene og herske over hele verden med retfærdighed i en kommende tidsalder (en messiansk tidsalder). Messias omtales ofte som "Kong Messias" (på hebraisk: melekh mashiach (מלך משיח)).
I den antikke jødedom kom der tillige en anden forståelse af begrebet. I apokalyptikken blev Messias af nogle jøder set som en overnaturlig, guddommelig skikkelse, en eskatologisk frelser, hvis komme ville ændre alt. For dem var denne frelser en person, der var udvalgt af Gud, men i modsætning til alle tidligere ledere skulle han skabe en radikal drejning hen mod "shalom" (fred, frelse og velfærd for alle). Hans opgave var ikke midlertidig, men evig.    
Denne forståelse af Messias blev forbundet med tanken om en dommedag for alle mennesker - ikke blot for de levende, men også for de døde. Alle de døde ville opstå med deres legemer for at modtage deres dom. De retfærdige ville blive belønnet og ført ind i hans evige rige, mens alle de andre ville blive dømt til en evig pinsel.
Første Enoksbog er et apokalyptisk værk fra den antikke jødedom. Ifølge traditionen tilskrives værket Enok, Noahs oldefar. Første Enoksbog indeholder en profetisk udlægning af Messias' tusindårige regeringstid. De ældre afsnit af teksten anslås at være fra omkring 300 f.Kr., mens den seneste del sandsynligvis stammer fra det 1. århundrede f.Kr.     
Første Enoksbog er den første tekst, der indeholder ideen om en allerede eksisterende himmelsk Messias, kaldt "Menneskesønnen". Sammen med Fjerde Ezras bog forvandler den forventningen om en kongelig Messias til en ophøjet, himmelsk Messias, hvis rolle vil være at eksekvere dommen og indlede en ny tidsalder med fred og glæde. Han beskrives som et englevæsen, der blev udvalgt af Gud før verden blev skabt, og som vil forblive i hans nærhed for evigt. Han sidder på en trone i himlen og er legemliggørelsen af den retfærdighed og visdom, som vil blive åbenbaret for verden ved tidernes ende, når Gud vil dømme alle mennesker.    
Nogle forskere mener, at Første Enoksbog havde indflydelse på udformningen af Det Nye Testamentes forestillinger om Kristus, Menneskesønnen, det messianske rige, kristen dæmonologi, den universelle opstandelse og eskatologi. 
Troen på Messias' fremtidige komme blev senere - i middelalderen - en del af Halakha (den jødiske lov) i kraft af den jødiske rabbiner og filosof Maimonides (1138-1204). I sit værk Mishneh Torah ("Gentagelse af Toraen") fastslog han denne tro som en af de grundlæggende dogmer i jødedommen. I Mishneh Torah hedder det om Messias: "Enhver, der ikke tror på ham, eller som ikke venter på hans komme, har ikke blot fornægtet de andre profeter, men har også fornægtet Toraen og Moses, vores rabbiner." 
Selvom Messias' endelige komme er en stærkt opretholdt tro i jødedommen, er det ildeset at forsøge at forudsige det faktiske tidspunkt, hvor Messias vil komme. Den slags forudsigelser menes at svække menneskers tro på religionen. Så i jødedommen er der ikke angivet noget præcist tidspunkt for, hvornår Messias vil komme. Det er snarere det jødiske folks handlinger, der bestemmer, hvornår Messias vil komme. Det siges, at Messias vil komme, enten når verden har mest brug for hans komme (når verden er så syndig, at den desperat har brug for at blive frelst af Messias) eller når den fortjener det mest (når ægte godhed hersker i verden).
I historiens løb har der inden for jødedommen været mange såkaldte Messiasprætendenter – personer, der har hævdet, at de er Messias. Disse personer er af en større eller mindre gruppe mennesker blevet hyldet som den ventede Messias. Eksempler på Messiasprætendenter er Simon bar Kokhba (død 135 e. Kr.), Judas Makkabæus (død 160 f.Kr.) og Sabbatai Zevi (1626-1676).
Mange moderne jøder mener ikke, at den kommende Messias vil være en person, men en tilstand af fred og retfærdighed. 
Kristendommen begyndte som en messiansk jødisk sekt. Det meste af Jesus´ lære var forståelig og acceptabel for den antikke jødedom. Den kristne lære om Messias, som blandt andet Paulus fremførte, var heller ikke en total afvigelse fra de jødiske forestillinger om Messias. Den var blot et særpræget udtryk inden for en broget samling af jødiske forestillinger. Det, der adskilte Jesus´ disciple fra andre jøder, var først og fremmest deres tro på Jesus som den døde og opstandne Messias.

### Afvisning af Jesus som Messias
Ifølge Maimonides var Jesus den mest indflydelsesrige falske Messias og derfor også den mest skadelige af dem alle. Men da Messias ifølge den jødiske tro endnu ikke er kommet, og den messianske tidsalder endnu ikke er til stede, har den totale afvisning af Jesus som Messias aldrig været et centralt spørgsmål for jødedommen.

## Kristendommen
Kristne betragter Jesus af Nazaret som den ventede Messias. Ordet "Kristus" (græsk Christos (Χριστός), "den salvede") er en direkte oversættelse af det hebræiske "mashiach". Jesus blev af de kristne kaldt "Jesus Kristus" (hvilket altså betyder "Jesus Messias" eller "Jesus den Salvede"). "Jesus" er således et navn, mens "Kristus" er en titel.
Det Nye Testamente indleder sin beretning om Jesus ved at sige:
Slægtsbog for Jesus Kristus, Davids søn, Abrahams søn (Matthæusevangeliet 1,1)
Dermed viser Det Nye Testamente, at det opfatter Jesus som den ventede Messias, som var af Davids og Abrahams slægt, og som også vil komme og oprette sit rige (Guds rige). Apostlenes Gerninger udtrykker denne forventning i det spørgsmål, som disciplene stillede Jesus lige før hans himmelfart:
" 'Herre, er det nu, du vil genoprette Riget for Israel?' Han svarede: 'Det er ikke jeres sag at kende tider eller timer, som Faderen har fastsat af egen magt.' " (Apostlenes gerninger, 1,6).
Den tyske filosof Reimarus (1694-1768) hævdede, at Jesus i virkeligheden opfattede sig selv som en jødisk Messias, og at han havde haft et andet mål end Paulus og de senere kristne. Jesus´ program og formål var ifølge Reimarus at befri det jødiske folk fra det romerske overherredømme og at genrejse et frit og uafhængigt jødisk messiansk kongerige. Til dette program fik han stor tilslutning. Men i Jerusalem indtraf der en katastrofe, da han blev arresteret og korsfæstet, og hans messianske projekt led skibbrud. Jesus tog altså fejl: Han var ikke den jødiske Messias.
Jesus´ tilhængere vendte imidlertid nederlaget til et fundament for en ny religion. I modstrid med Jesus´ oprindelige projekt skabte de myten om Jesu lidelse, død og opstandelse som grundlaget for en åndelig frelse for alle mennesker, mente Reimarus. Disciplene stjal Jesus´ legeme fra graven og forkyndte, at han var opstået fra de døde. Dermed ændrede de på afgørende punkter Jesus´ program. I stedet for en magtfuld jødisk messiansk befrielse satte de Jesus´ lidelse, død og opstandelse som de handlinger, der var grundlaget for en åndelig frelse for alle mennesker. Dermed skabte de fundamentet for en ny religion, der vel at mærke overskred de jødiske grænser og snart – universelt – henvendte sig til mennesker fra alle etniske grupper og folkeslag. Der skete et brud med samtidens jødiske forventninger.
Begrebet Messias er i Johannesevangeliet åndeliggjort og er – i lighed med Paulus og de andre evangelier – knyttet til ideen om frelse gennem døden på korset: Troen på Jesus Kristus giver evigt liv (Johannesevangeliet, 20,31).
Om Jesus selv kaldte sig Messias er omstridt. I hans mund optræder titlen sjældent og indirekte (Markusevangeliet, 9,41; Matthæusevangeliet 16,20; (Lukasevangeliet, 4,41). Den nytestamentlige forskning har længe haft det synspunkt, at Jesus først blev gjort til Messias efter påske på baggrund af troen på hans opstandelse fra de døde. 
Tanken om, at Messias skulle dø og genopstå, var fremmed for datidens jødedom, og sikkert også for disciplene. Ifølge Markusevangeliet bekender Simon Peter, en af de tolv første disciple, at Jesus er Messias (Markusevangeliet, 8,29). Da Jesus efterfølgende fortæller, at han skal lide meget og forkastes af de ældste og ypperstepræsterne og de skriftkloge, og at han skal slås ihjel og opstå tre dage senere, irettesætter Peter ham. Det var ikke det, han forestillede sig ved Messias. Efter Jesu død udtrykte to af hans disciple skuffelse over, at han ikke havde bragt den håbede befrielse af Israel: ”Og vi havde håbet, at det var ham, der skulle forløse Israel.” (Lukasevangeliet, 24,21)
Siden Paulus forstod de kristne ikke længere Messias (Kristus) som den profeterede befrier og konge over jøderne, men som hele menneskehedens åndelige frelser. Et eksempel herpå ses i Paulus' Brev til Romerne: 
"Men nu er Guds retfærdighed åbenbaret uden lov, bevidnet af loven og profeterne, Guds retfærdighed ved troen på Jesus Kristus for alle, som tror. Der er ingen forskel; for alle har syndet og har mistet herligheden fra Gud, og ufortjent gøres de retfærdige af hans nåde ved forløsningen i Kristus Jesus." 

## Messiasprofetier i Det Gamle Testamente
Der er en del steder i Den Jødiske Bibel (Det Gamle Testamente), der forudsiger en fremtidig eskatologisk Messias. Nogle væsentlige steder er anført nedenfor. Det bør dog bemærkes, at der mellem jødedom og kristendom er forskelle på, hvilke af de følgende steder der regnes for at være egentlige messiasprofetier:
- Første Mosebog 3,15, hvor der tales om et afkom fra kvinden, som skal knuse slangens hoved.
- Bileam-udsagnene fra Fjerde Mosebog 23,2-24,25, hvor troldmanden forudsiger, at en stjerne, dvs. en hersker, skal stige op fra Jakobs slægt.
- Natanprofetierne i Anden Samuelsbog 7,4-17, hvor der tales om, at Davidsdynastiet skal vare evigt. Denne profeti var først og fremmest knyttet til Davids søn Salomon, men ved Davidsdynastiets fald i 586 blev denne profeti set som et løfte om Messias.
- Salmelitteraturen – særligt kongesalmerne.
  - Salme 2 skildrer den salvede, der bliver kaldt Guds søn, og som skal herske over alle folkeslag.
  - Salme 110 skildrer kongen, som er født af Gud, og som også kaldes præst for evigt på Melkisedeks vis. Denne person holder dom blandt folkene.
  - Salme 72, der skildrer Guds overdragelse af magt til kongen. Beskrivelsen af kongens vælde sprænger rammerne for en almindelig konge. Han skal leve, så længe solen og månen er til, og han skal herske fra hav til hav. Alle folkeslag skal tjene ham, og han skal forbarme sig over de svage.
- Skriftprofetierne
  - Esajasprofetierne
    - Immanuelsprofetien i Esajas' Bog kap. 7-11, hvor det siges, at der skal fødes et barn af en ung kvinde/en jomfru (på hebraisk: ‘almāh), der skal kaldes Immanuel (som betyder: Gud med os). Han skal bringe lys i mørkets land, oprette et fredsrige over Davids trone og skal understøtte dette rige med ret og retfærdighed, og han skal dømme de svage med retfærdighed. Over Immanuel skal Herrens ånd hvile, og folkene skal søge hen til ham. I hans fredsrige skal ulven skal bo sammen med lammet.

  - Mikas Bog 5, 1-5 fortæller om en hersker, der skal udgå fra Betlehem, og som skal redde folket fra Assyrien.

Profetierne om en eskatologisk frelser er:
- Esajas 9,1-6. (Ofte ses begyndelsen af dette løfte allerede i Esajas 8,23)
- Esajas 11,1-10.
- Mika 5,1-5.
- Hosea 2,2 f.
- Jeremias 23,5 f.
- Haggaj 2,22 f.
- Zakarias 3,8 ff.
- Zakarias 6,12.
- Zakarias 9,9 f.

## Islam
Også i islam bruges Messiasbegrebet. I Koranen omtales Jesus af Nazaret som Isa bin Maryam ("Jesus, søn af Maria") og som al-Masīḥ, ("Messias") (sura 3,44-49 og sura 4,170-174). Ifølge Koranen er Jesus imidlertid hverken Guds Søn eller en del af en treenighed, men "blot" en profet og en Guds tjener.
En hadith beretter, at Jesus kort tid før dommens dag skal komme tilbage og udbrede islam over hele verden, hvorefter han vil besejre al-Masīh al-Dajjāl ("den falske Messias" (en parallel til Antikrist)), leve fyrre år på jorden og derefter dø. Forud for dette skal der dog fremstå en anden Messiasskikkelse, kaldet Mahdi. Han skal lede de troende i kampen mod ondskabens magter.